# Монастеро (Терни)
Монастеро је насеље у Италији у округу Терни, региону Умбрија.
Према процени из 2011. у насељу је живело 9 становника. Насеље се налази на надморској висини од 398 м.